# Europaparken

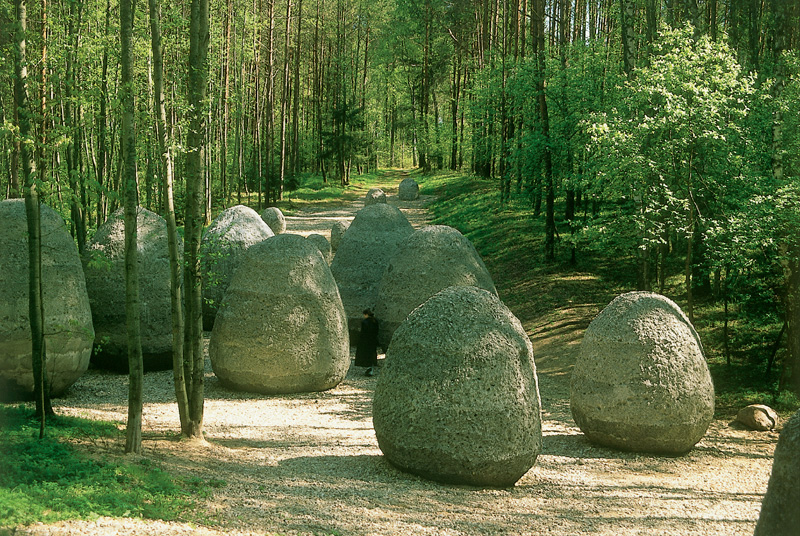
Magdalena Abakanowicz – Space of Unknown Growth.

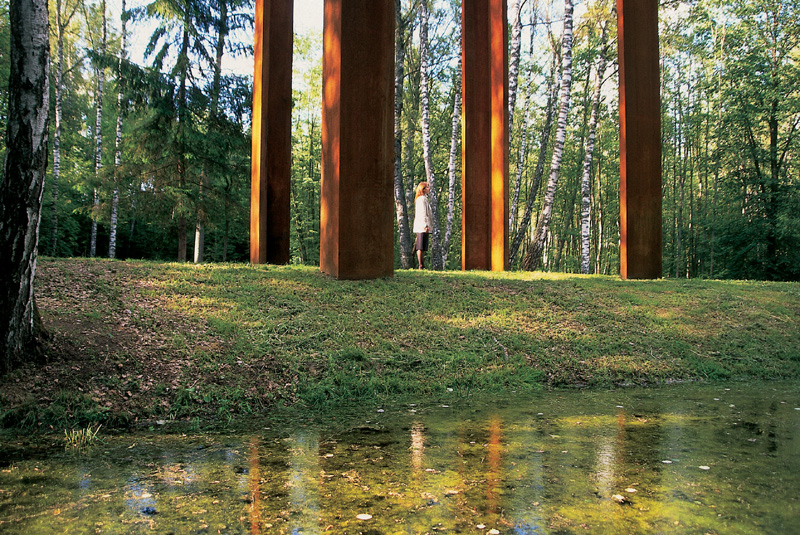
Gintaras Karosas – The Place.

Europaparken (litauiska: Europosparkas) är en skulpturpark i samhället Joneikiskiu, beläget cirka 17 km norr om Vilnius, Litauen.
Europaparken anses ligga på Europakontinentens mittpunkt. Där, på en yta av sammanlagt 55 hektar, finns över 100 skulpturer av konstnärer från över 30 länder. Skulpturparken grundades 1991 på initiativ av skulptören Gintaras Karosas.